# 中川浅之助
中川 浅之助（なかがわ あさのすけ、1874年2月7日 - 1920年11月1日）は、日本の実業家。第2代宇治川電気社長。初代日本電力副社長。

## 人物・経歴
1899年高等商業学校（現一橋大学）卒業、大阪商船入社。神戸支店助役、運輸課助役、仁川支店長、計理課長兼内航部長を経て、中橋徳五郎に任じられ宇治川電気総支配人に就任。1917年宇治川電気取締役。中橋の指名を受け1918年からは宇治川電気取締役社長を務め、日本電力副社長も兼務したが、在任中の1920年に死去した。